# Großwilfersdorf
Großwilfersdorf là một đô thị thuộc huyện Fürstenfeld bang Steiermark, nước Áo. Đô thị Großwilfersdorf có diện tích 20,91 km², dân số thời điểm cuối năm 2008 là 1443 người.
Bản mẫu:Đô thị của Fürstenfeld